# Ван Эс, Кика
Кика ван Эс (нидерл. Kika van Es; род. 11 октября 1991, Боксмер, Северный Брабант) — нидерландская футболистка, защитница клуба «Твенте» и сборной Нидерландов.

## Клубная карьера
Кика ван Эс начинала заниматься футболом в клубе «Олимпия '18», а в 2008 году перешла в нидерландский клуб «Виллем II», выступавший тогда в Эредивизи и за который она провела два сезона. В 2010 году Кика ван Эс подписала контракт с новообразованным клубом Эредивизи «ВВВ-Венло». Но уже спустя два года он был расформирован, а все его футболистки стали игроками нового нидерландского клуба ПСВ/ФК Эйндховен, за который она играла в БеНе-лиге.
В 2016 году Кика ван Эс перешла в «Ахиллес ’29». После года, проведённого за эту команду, она стала футболисткой «Твенте» 16 июня 2017 года. Летом 2018 года Кика ван Эс перешла в амстердамский «Аякс», а спустя ещё год — в английский «Эвертон».
В сентябре 2020 года вернулась в «Твенте».

## Карьера в сборной

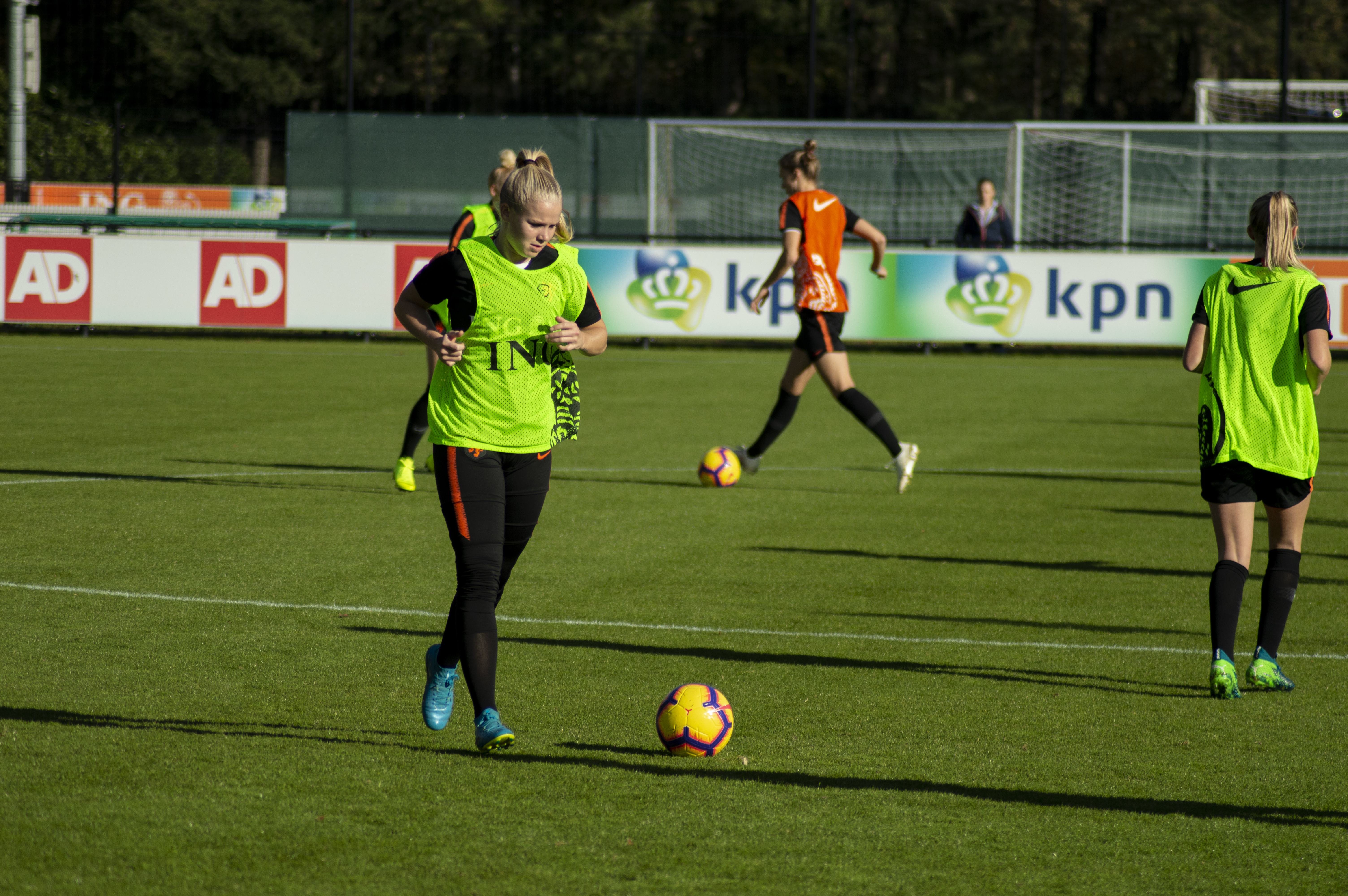
Кика ван Эс, тренирующаяся в составе сборной Нидерландов 6 ноября 2018 года.

Кика ван Эс дебютировала в составе главной женской сборной Нидерландов 21 ноября 2009 года, в матче против команды Беларуси. В июне 2013 года она был одной из трёх последних футболисток, которые были отсеяны Роджером Рейнерсом, главным тренером сборной Нидерландов, при формировании окончательной заявки для участия на женском чемпионате Европы 2013 года в Швеции.
В 2017 году Кика ван Эс была включена в состав сборной для участия на чемпионате Европы 2017 года. Она провела все 6 игр за национальную команду на этом турнире, и тем самым внесла свой вклад в общем триумфе Нидерландов на этом первенстве.

## Достижения

### Командные
«Твенте»
- Чемпионка Нидерландов: 2020/21

Сборная Нидерландов
- Чемпионка Европы: 2017
- Серебряный призёр чемпионата мира: 2019
- Обладательница Кубка Алгарве: 2018[7]